# 周顎
周顎，字子嚴，贵州贵阳人，清朝政治人物、進士出身。
道光十五年（1835年）乙未科進士，二甲四十三名，後官雲南鹽法道。